# Hans Gassebner
Hans Gassebner (* 7. März 1902 in Blaubeuren; † 19. Februar 1966 in Löwenstein) war ein deutscher Maler. Als Künstler wird er der „verschollenen Generation“ zugerechnet.

## Leben
Gassebners Kindheit wurde durch den frühen Tod der Mutter überschattet. Nach dem Besuch der Latein- und Realschule in Blaubeuren wurde Hans Gassebner auf die Oberrealschule nach Stuttgart geschickt, um das Einjährige zu machen. Danach begann er eine kaufmännische Lehre in einer Optikergroßhandlung, die jedoch seinem Wesen nicht entsprach. 1922 besuchte er die Kunstgewerbeschule in Darmstadt, musste jedoch die Ausbildung nach kurzer Zeit abbrechen, um seinen Lebensunterhalt zu verdienen. In der psychiatrischen Heilanstalt Alzey arbeitete er als Hilfspfleger und wandte sich gleichzeitig in seiner Freizeit ganz der Kunst zu. Zwischen 1923 und 1933 hielt er sich in den Kunstzentren Wien, wo er Anton Kolig traf, Zürich, Berlin und Stuttgart auf.
Mit Beginn des Dritten Reiches wurde Hans Gassebner zum „entarteten Künstler“ erklärt. Im November 1933 emigrierte er zusammen mit seiner jüdischen Lebensgefährtin und deren Tochter nach Jugoslawien. Sie lebten unter äußerst bedrückenden finanziellen und räumlichen Verhältnissen. Im Mai 1935 reiste er in die Schweiz; 1936 zog er nach Zaton-mali, einem Dorf in der Nähe Dubrovniks, und wandte sich vermehrt der Druckgrafik zu. Er unternahm mehrere Reisen nach Italien und Griechenland. Den Winter 1936/37 verbrachte Gassebner im Gailtal in Kärnten. Seine Beschwerden der rechten Hand, die bei Kälte immer abstarb, verstärkten sich. 1938 begab er sich nach Zürich, um sich einer Angiografie zu unterziehen, bei der das radioaktive Röntgenkontrastmittel Thorotrast verwendet wurde. Dies sollte fatale Spätfolgen haben.
1946 kehrte er nach Stuttgart zurück, wo er unter schwierigsten finanziellen Bedingungen lebte; später ließ er sich auf der Schwäbischen Alb nieder. Um die Jahreswende 1946/47 fand in Ulm die erste Gassebner-Kollektivausstellung statt. Etwa 40 Ölbilder sowie 50 Zeichnungen und Aquarelle wurden gezeigt. 1948 heiratete Gassebner Luise Hörsch und zog in deren Heimatstadt Ulm. Ab 1950 verschlechterte sich Gassebners Gesundheitszustand weiter; ab 1952 lebte er daher mit Unterbrechungen im spanischen Fischerdorf Tossa de Mar, wo seine transparenten farbigen Monotypien entstanden. 1955 führte die bereits bestehende Behinderung seiner Arbeitshand infolge der Thorotrast-Injektion von 1938 zur völligen Lähmung. Sofort fing er an, sich auf die linke Hand umzustellen.
Der über zehn Jahre andauernde Rechtsstreit wegen ärztlicher Fehlleistung stellte für Gassebner eine schwere Belastung dar. Von 1956 bis 1958 sowie von 1959 bis 1961 folgten lange Aufenthalte im Gailtal. Von 1962 bis 1965 reiste das Ehepaar nach Spanien und für einen längeren Aufenthalt nach Dalmatien. Zurück in Deutschland verschlechterte sich Gassebners Zustand; eine beginnende Krebserkrankung ließ seine Kräfte erlahmen.
Am 19. Februar 1966 starb Hans Gassebner im Sanatorium Löwenstein an Thorotrastfolgen.
Seine Arbeiten kreisen häufig um die Themenfelder Natur und Landschaft.